# Ctenochira gilvipes
Ctenochira gilvipes là một loài tò vò trong họ Ichneumonidae.